# Rhabdogaster
Rhabdogaster är ett släkte av tvåvingar. Rhabdogaster ingår i familjen rovflugor.

## Dottertaxa tillRhabdogaster, i alfabetisk ordning[1]
- Rhabdogaster atropalpus
- Rhabdogaster bicolor
- Rhabdogaster charma
- Rhabdogaster cornuata
- Rhabdogaster cuthbertsoni
- Rhabdogaster eremia
- Rhabdogaster etheira
- Rhabdogaster glabra
- Rhabdogaster kalyptos
- Rhabdogaster karoo
- Rhabdogaster kosmos
- Rhabdogaster lindneri
- Rhabdogaster maculipennis
- Rhabdogaster major
- Rhabdogaster meilloni
- Rhabdogaster melas
- Rhabdogaster nitida
- Rhabdogaster nuda
- Rhabdogaster nyx
- Rhabdogaster oresbios
- Rhabdogaster oribi
- Rhabdogaster pedion
- Rhabdogaster pellos
- Rhabdogaster poa
- Rhabdogaster quasinuda
- Rhabdogaster rustica
- Rhabdogaster sinis
- Rhabdogaster tanylabis
- Rhabdogaster theroni
- Rhabdogaster xanthokelis
- Rhabdogaster yeti
- Rhabdogaster zebra
- Rhabdogaster zilla
- Rhabdogaster zopheros